# Giovanni Franco
Giovanni Franco Frangipani, o Ivan Anz Frankopan (in svedese: Johan Vale) (... – 20 novembre 1436) è stato un nobile croato, balivo al servizio di Eric di Pomerania, che negli anni intorno al 1420 fu il proprietario del castello di Stegeborg, regnò come Bano della Croazia dal 1432 al 1436.  Era il figlio del viceré croato, Nikola Frankopan.
Il re Eric incontrò Franco, del ramo croato della famiglia Frangipane, a Venezia durante il suo pellegrinaggio a Gerusalemme, e fu designato come interprete. Dopo l'arrivo a Gerusalemme, il Re fu dichiarato Cavaliere del Santo Sepolcro dalla Custodia di Terra Santa, e successivamente egli stesso nominò cavalieri i suoi compagni pellegrini, tra i quali Ivan Anz Frankopian.
Dopo il viaggio a Gerusalemme, Franco si trasferì nei paesi nordici diventando balivo a Stegeborg.
Nel 1432, un equipaggio di navi veneziane fece naufragio al largo della costa norvegese verso Stegeborg dopo un viaggio a Jämtland, Dalarna e Västmanland. Si prese cura dei naufraghi e li portò con loro a Vadstena per una celebrazione in chiesa, diede loro doni di commiato e li ospitò nelle fattorie durante il loro viaggio a Lödöse.
Franco aveva anche il feudo di Köpingshus, e qui si trovò nella ribellione di Engelbrekt, quindi si ritirò prima che Engelbrecht nel 1434 conquistasse e bruciasse il castello. Successivamente, lasciò anche Stegsholm.
Quando il ricco principe Ivaniš Nelipić, l'ultimo membro maschio dell'illustre casato di Nelipić, morì nel 1434, il problema dell'eredità divenne acuto. Secondo la sua volontà, la sua unica figlia, la principessa Catherine o Margarita Nelipić, avrebbe ereditato tutti i suoi vasti possedimenti dalle Alpi Bebie al fiume Cettina.
Il suo patrimonio fu discusso e alla fine condiviso da Frankopan. Nonostante la legalità di questo lascito e il suo consenso al matrimonio su richiesta del defunto Ivaniš Nelipić, il re Sigismondo denunciò il testamento e chiese che Frankopan gli consegnasse l'eredità di sua moglie. Quando Frankopan si rifiutò di obbedire, il re Sigismondo lo proclamò ribelle e lo privò di tutti gli onori e le proprietà. Poi ordinò al Bano di Slavonia Matko Talovats di sottometterlo con la forza. Così, nel 1436, scoppiò la guerra civile in Croazia. Tuttavia, fu di breve durata.
Frankopan chiese l'assistenza del papa. Con il sostegno del suo buon amico, Eric di Pomerania che divenne re di Svezia, trionfò sul re Sigismondo. Improvvisamente, Frankopan morì, e questo fermò le ostilità e fornì una vittoria decisiva per il re Sigismondo. Si disse che il re avesse inviato un agente per avvelenare Frankopan. Re Sigismondo si rallegrò ulteriormente per la sua vittoria causando ulteriori danni alla famiglia Frankopan quando cedette l'eredità della principessa Caterina a Talovats e ai suoi fratelli, Pietro, Franco e Giovanni.
Quando la famiglia Frankopan venne in aiuto della famiglia Nelipić, che stava cercando di proteggere la proprietà dal re Sigismondo, si diffuse la diceria secondo cui Frankopan aveva avvelenato suo suocero Nelipić, oltre a Radić, un parente stretto della famiglia Frankopan, per acquisirne la vasta ricchezza.